# Zigmas Jukna
Zigmas Jukna   (Districte municipal de Telšiai, 13 de juliol de 1935 - Vílnius, 7 d'octubre de 1980) fou un remer lituà que va competir sota bandera de la Unió Soviètica durant la dècada de 1960.
El 1960 va prendre part en els Jocs Olímpics d'Estiu de Roma, on guanyà la medalla de plata en la prova del dos amb timoner del programa de rem. Formà equip amb Antanas Bagdonavičius i Igor Rudakov. Quatre anys més tard, als Jocs de Tòquio, fou cinquè en la prova del vuit amb timoner. El 1968, a Ciutat de Mèxic, disputà els seus tercers i darrers Jocs Olímpics. En ells guanyà la medalla de bronze en la prova del vuit amb timoner.
En el seu palmarès també destaquen dues medalles de plata al Campionat del Món de rem, el 1962 en el vuit amb timoner i el 1966 en el quatre sense timoner; així com sis medalles al Campionat d'Europa de rem, tres d'or i tres de plata, entre el 1961 i el 1969. A nivell soviètic aconseguí deu campionats nacionals.
El 1962 es va graduar per la Universitat Lituana de Ciències Pedagògiques. Es va retirar a finals de la dècada de 1960, i des de 1971 va exercir com a àrbitre de rem de la Federació Internacional de Societats de Rem. A finals de la dècada de 1970 se li va diagnosticar un tumor cerebral que li acabaria provocant la mort el 1980 després de dues operacions.